# Wolfgang Clemen
Wolfgang Clemen (* 29. März 1909 in Bonn; † 16. März 1990 in Endorf) war ein deutscher Literaturwissenschaftler, Professor für Anglistik und Shakespeareforscher sowie Lehrstuhlinhaber in Kiel und München.

## Leben
Wolfgang Clemen, Sohn von Lilli Clemen, geborene von Wätjen, und des Kunsthistorikers und Geheimen Regierungsrats Paul Clemen (ein Enkel des Schweizer Malers Benjamin Vautier), wurde in Oberbayern geboren und studierte nach seiner Schulzeit mit Abitur in Bonn von 1928 bis 1934 an den Universitäten in Heidelberg, Freiburg, Berlin, München, Bonn und Cambridge. Er wurde 1936 mit einer Arbeit über Shakespeares Bilder zum Dr. phil. promoviert und habilitierte sich 1938 mit einer Studie über den Jungen Chaucer. Zu seinen akademischen Lehrern zählten Ernst Robert Curtius, Karl Jaspers, Karl Vossler und Hugo Friedrich.
Clemen beantragte am 12. Juni 1937 die Aufnahme in die NSDAP und wurde rückwirkend zum 1. Mai desselben Jahres aufgenommen (Mitgliedsnummer 4.387.988). Allerdings war er darum bemüht, seine moralische Integrität zu bewahren, und distanzierte sich von der offiziellen nationalsozialistischen Weltanschauung. Wohl um dem wachsenden politischen Druck des Regimes auf die Lehrenden an den Universitäten zu entgehen, meldete er sich schließlich zum Wehrdienst. Im Rahmen der Entnazifizierung wurde er 1946 als „Mitläufer“ eingestuft.
Nach seiner Habilitation war Clemen zunächst Privatdozent für Literaturgeschichte an der Universität Köln, übernahm aber noch im gleichen Jahr (1938) eine Lehrstuhlvertretung in Kiel, wo er 1940 außerordentlicher Professor wurde und 1943 eine ordentliche Professur erhielt.
Im Jahr 1946 folgte er einem Ruf der Ludwig-Maximilians-Universität München (LMU) auf den anglistischen Lehrstuhl für historische Sprachwissenschaft, den er bis zu seiner Emeritierung 1964 innehatte. 1949 wurde er Vizepräsident der Deutschen Shakespeare-Gesellschaft. Als Gastprofessor lehrte er  an der Columbia University, New York (1953), an der Johns Hopkins University, Baltimore, an der University of Bristol, England (1964) und an der University of Cambridge, England. Er erhielt zahlreiche Rufe an amerikanische, englische und deutsche Universitäten. 1963 wurde er Mitglied im Kulturpolitischen Beirat des Auswärtigen Amtes. Im Shakespeare-Jahr 1964 wurde er zum Präsidenten der Modern Humanities Research Association gewählt. Er ist Gründer (1963) der Shakespeare-Forschungsbibliothek am Seminar für Anglistik (heute: Institut für Englische Philologie) der LMU München, wo er hochbetagt noch bis 1990 arbeitete, und war auch Vorstand der Shakespeare-Bibliothek.

## Familie
Wolfgang Clemen war evangelisch und heiratete 1943 Ursula Gauhe (1910–1993), eine Übersetzerin englischsprachiger Gedichte und Märchen, die 1936 in Bonn mit einer Arbeit zu Jean Pauls Traumdichtungen zur Dr. phil. promoviert wurde. Der Ehe entstammen drei Kinder. Der Sohn Harald Clemen wurde Regisseur.

## Ehrungen
Wolfgang Clemen war ab 1948 ordentliches Mitglied der Bayerischen Akademie der Wissenschaften sowie ab 1964 korrespondierendes Mitglied der British Academy for the Promotion of Historical, Philosophical and Philological Studies. 1963 wurde er Ehrenmitglied der Modern Language Association of America. Er erhielt Ehrendoktorate der Universitäten Birmingham (Dr. Litt. h. c., 1964), Rouen (Dr. phil. h.c., 1967) und Uppsala (Dr. phil. h. c., 1977). 1977 wurde er zum Kurator auf Lebenszeit (Life Trustee) des Shakespeare Birthplace Trust ernannt. 1981 wurde er in den Orden Pour le Mérite für Wissenschaft und Künste gewählt. Clemen war ab 1969 Träger des Großen Bundesverdienstkreuzes (ab 1983 mit Stern dazu), des Bayerischen Verdienstordens und des Bayerischen Maximiliansordens. 1972 wurde Clemen zum Commander of the Order of the British Empire (CBE) ernannt.

## Veröffentlichungen (Auswahl)
- Shakespeares Bilder, ihre Entwicklung und ihre Funktionen im dramatischen Werk. Mit einem Ausblick auf Bild und Gleichnis im Elisabethanischen Zeitalter (= Bonner Studien zur englischen Philologie. Heft 27). Hanstein, Bonn 1936. [Leicht geänderte und erweiterte Philosophische Dissertation Bonn].
- The Development of Shakespeare’s Imagery. 1951; 9. Auflage (mit neuer Einleitung): Routledge, London 1977, ISBN 0-415-61220-9.
- Der junge Chaucer: Grundlagen und Entwicklung seiner Dichtung (= Kölner anglistische Arbeiten. Band 33). Pöppinghaus, Bochum-Langendreer 1938. Zugleich Philosophische Habilitationsschrift Köln.
- Chaucers frühe Dichtung. [erweiterte Neufassung von Der junge Chaucer. Bochum 1938] Vandenhoeck & Ruprecht, Göttingen 1963.
- Die Tragödie vor Shakespeare: Ihre Entwicklung im Spiegel der dramatischen Rede (= Schriftenreihe der Deutschen Shakespeare-Gesellschaft. Neue Folge, Band 5). Quelle & Meyer, Heidelberg 1955.
- Kommentar zu Shakespeares Richard III. Interpretation eines Dramas.  Vandenhoeck & Ruprecht, Göttingen 1957; 2., durchgesehene und ergänzte Auflage 1969; englisch: A Commentary on Shakespeare’s Richard III. Methuen, London 1968.
- Idee und Wirklichkeit auf der Universität (= Schriften des Hofgeismarer Kreises. Nr. 3). Quelle & Meyer, Heidelberg 1963.
- Spensers Epithalamion. 1964.
- Shakespeares Monologe. 1964.
- Das Problem des Stilwandels in der englischen Dichtung. 1968.
- Das Drama Shakespeares. 1969.
- Shakespeare’s Dramatic Art. 1972.
- mit Ursula Clemen: Gerard Manley Hopkins, Gedichte englisch-deutsch. 1974.
- Originalität und Tradition in der englischen Dichtungsgeschichte. Verlag der Bayer. Akad. d. Wiss., München 1978.
- Shakespeares Monologe. Zugang zu seiner dramatischen Kunst. Piper, München 1985.
- Shakespeare’s soliloquies. Methuen, London 1987.
- Interpretationen zur englischen Literatur. Münster 1991.